# Franciscus Prové
Franciscus (Frans) Prové (25 mei 1867 – 12 september 1944) was een Belgisch landbouwer en politicus voor de Katholieke Partij.

## Levensloop
Prové was een zoon van Benedict Prové, katholiek gemeenteraadslid, en Bernarda De Clippel. Hij trouwde eerst met Maria Rosalia (Rosalie) Marginet (1875-1912), het echtpaar kreeg twee zoons en vier dochters. Na het overlijden van zijn echtgenote hertrouwde hij met Emma Brigita De Croo, met haar kreeg hij twee zoons.
Van 1896 tot 1922 was hij gemeenteraadslid, daarnaast van 1905 tot 1919 ook eerste schepen. In 1915, dus tijdens de Eerste Wereldoorlog, werd Prové burgemeester van Idegem. Hij bleef in functie tot 4 december 1922.
Benedictus (Benoit) De Mulder, die hem opvolgde als burgemeester van Idegem, was een zoon van zijn tante, Regina Prové (1818-1888).